# Bogdan Miklusz
Bogdan Miklusz (ur. 20 marca 1977 w Olsztynie), poeta, dziennikarz.
Absolwent filologii ukraińskiej na Uniwersytecie Warszawskim (2001). Publikował m.in. w "Świecie Młodych", "Gazecie Olsztyńskiej", "Dzienniku Pojezierza", ukraińskim "Naszym Słowie". Wydał zbiory wierszy Układanka (1996) i 12 wierszy i haiku (1998).
Jego utwory znalazły się też w antologiach: Poezja młodych Warmii i Mazur (wybór i układ Danuta Wawiłow; ilustracje Bogdan Stefanów; Olsztyn, Polskie Towarzystwo Czytelnicze 1996) oraz Umiem widzieć świat (Bartoszycki Dom Kultury 1995).
Od 2002 roku przebywa na emigracji w Wielkiej Brytanii.